# Cainohomoneura delta
Cainohomoneura delta är en tvåvingeart som beskrevs av Elisabeth K. Stuckenberg 1971. Cainohomoneura delta ingår i släktet Cainohomoneura och familjen lövflugor. Inga underarter finns listade i Catalogue of Life.